# Alois Kalls
Alois Kalss (18. únor, 1920 – 2. květen, 1945) byl důstojník Waffen-SS a tankové eso za druhé světové války v hodnosti SS-Hauptsturmführer (kapitán). Mimo jiné byl i držitelem mnoha vojenských vyznamenání včetně rytířského kříže železného kříže nebo německého kříže ve zlatě.
Alois Kalss se narodil 18. února roku 1920 v rakouském městě St. Gilgen v salcburské oblasti. Během roku 1939 vstoupil do Waffen-SS a byl zařazen ke 2. tankové divizi SS „Das Reich“. S divizí se účastnil německé invaze do Sovětského svazu známé jako operace Barbarossa a během těžkých bojů získal za chrabrost v boji oba dva stupně železného kříže.
Během jara roku 1943 se účastnil třetí bitvy o Charkov, kde byl přeřazen do 8. těžké tankové roty z 2. tankového pluku SS (SS-Panzer Regiment 2), kde působil jako velitel čety. Tanky Tiger pod jeho velením zničily značné množství sovětských tanků a Kalss obdržel za své výkony 23. září roku 1943 německý kříž ve zlatě.
Během září byl rovněž jmenován velitelem 8. tankové roty Tigerů a nahradil tak SS-Hauptsturmführera Heinze Tenzfelda, který byl zabit v boji. Brzy na to byl ale vážně raněn a jeho rota, silně oslabená útoky sovětských jednotek, byla rozpuštěna a přeživší členové převeleni ke třem rotám nově vznikajícího 102. těžkému tankovému praporu SS. Kalss byl po svém zotavení jmenován velitelem 1. těžké tankové roty, která se skládala převážně z ostřílených přeživších veteránů předchozí tankové roty.
Kalss byl se svou rotou a společně s celým praporem pod velením SS-Sturmbannführera Hanse Weisse odvelen do Normandie, kde měl čelit po boku dalších německých jednotek spojenecké invazi. Prapor se zapojil do těžkých bojů o kótu 112 a dalších bitev v Normandii. Celý prapor byl nakonec silně oslaben a poslán zpět do Německa do města Sennelager, kde byl doplněn.
Alois Kalss obdržel za extrémní odvahu v boji a velké množství zničených nepřátelských tanků dne 23. srpna 1944 rytířský kříž.
Poté, co byl 102. těžký tankový prapor SS doplněn o nové mužstvo a tanky typu Tiger II, byl Kalss společně s jednotkou odvelen na východní frontu, kde měl vzdorovat sovětským jednotkám. Alois Kalss zůstal u 1. těžké tankové roty téměř až do konce války, kdy jeho tank nedaleko Berlína dostal přímý zásah protitankovým dělem a Kalss 2. května 1945 zemřel.

## Shrnutí vojenské kariéry

### Povýšení
- SS-Untersturmführer
- SS-Obersturmführer
- SS-Hauptsturmführer

### Vyznamenání
- Rytířský kříž Železného kříže – 23. srpen, 1944
- Německý kříž ve zlatě – 23. září, 1943
- Železný kříž I. třídy – 17. září, 1941
- Železný kříž II. třídy – 10. červenec, 1941
- Medaile za východní frontu
- Tankový bojový odznak ve stříbře
- Odznak za zranění ve zlatě
- Odznak za samostatné zničení tanku 2×
- Útočný odznak pěchoty ve stříbře
- Umrlčí prsten SS
- Čestný prýmek NSDAP